# Brașov
Brașov (rumænsk: Brașov, tysk: Kronstadt, ungarsk: Brassó) er en by i Brașov distrikt, Transsylvanien, Rumænien. Byen ligger ved foden af Karpaterne, og har 237.589(2021) indbyggere. En overgang efter 2. verdenskrig var byen kaldt Orașul Stalin.
Byen har et universitet (Universitatea "Transilvania" Brașov) og en stor kirke: Den sorte kirke.
Den gamle del af byen er delvist bevaret og dele af bymuren kan ses.
Brașov uden for den gamle bydel domineres dog af betonhøjhuse fra kommunismens tid.
Den gamle bydel ligger op til bjerget Tampa, hvor der er udsigt over en stor del af Brașov.
Brașov ligger ved indgangen til Prahova dalen.
I omegnen ligger landsbyen Bran med Branslottet der angives som Draculas slot. Skiområdet Poiana Brasov ligger ganske tæt ved byen.
Noget længere væk ligger byen Sighisoare, hvis gamle bydel er bevaret endnu bedre end Brașov's.

## Historie
Byen er en gammel tysk by, Kronstadt, hvor rumænere havde begrænset adgang.
I 1850 var omkring 40% etniske tyskere og 40% etniske rumænere af Brasov kommunes 21.782 indbyggere, mens omkring 15% var ungarer.
Under Anden Verdenskrig var der i begyndelsen af september 1940 demonstrationer i Brașov mod Aksemagterne, Tyskland og Italien.
Naziflag blev revet ned i protest og folk brød ind i det tyske konsulat i byen og rev billeder af Adolf Hitler ned.
Senere i krigen blev Brasov bombet den 16. april 1944 af amerikanske bombefly for at blokere tyske forsyninger til fronten, den røde hær var blot omkring 150 kilometer væk.
Den røde hær nåede Brasov i begyndelsen af september 1944. Pro-allierede rumænske tropper hjalp med befrielsen. I februar 1945 var der som i andre rumænske byer voldelige oprør i Brasov mod Nicolae Radescus styre.
I slutningen af 1980'erne var der lange køer for fødevarer i Rumænien, rationering på brød og energikrise hvor rumtemperaturen blev sænket. Som følge af dette var der to år før revolutionen en tusindtallig stor demonstration i Brasov den 15. november 1987.
Adskillige tusinder arbejdere fra Steagul Roșu marcherede fra fabrikken efter natholdsskiftet og gik klokken ni om morgenen mod partihovedkvarteret. På vejen stødte arbejdere fra traktorfabrikken og andre byboer til. Med tilråbene "ned med diktaturet" og "vi vil have brød" lykkedes det dem at trænge ind i hovedkvarteret hvor de plyndrede bygningen. Flere blev arresteret og 62 af demonstranterne overført til job i andre egne af landet.
Den 2. marts 1989 satte elektrikeren og amatørkunstneren Liviu Corneliu Babeş ild til sig selv i Poiana Brasov i protest over det kommunistiske regime. Selvmordet blev omtalt på Radio Free Europe. Babeş blev senere i 2007 erklæret for national helt og en gade i Brasov er opkaldt efter ham.
Under revolutionen i december 1989 var der som andre steder i Rumænien også skudepisoder i Brasov med dræbte til følge.
Særligt omkring Modarom-bygningen i centrum ved indgangen til nuværende gågade var der skyderier.
På Modarom-bygningen ses endnu mærker fra skuddene.
Efter revolutionen i 1989 faldt antallet af etniske tyskere til omkring 1 %.
I 1999 gjorde fabriksarbejdere oprør i forbindelse med massefyringer på traktorfabrikken.

## Firmaer og andre organisationer
Ursus bryggeriet har en fabrik i Brașov.
Ved Brașov ligger helikopter-fabrikanten IAR Brașov.
I 2002 fik Eurocopter 51% ejerskab af firmaet.
Brașov har også haft traktorfabrikken UTB (Uzina Tractorul Brașov).
På et tidspunkt producerede fabrikken 100.000 traktorer om året og beskæftigede 25.000 arbejdere.
Den rumænske stat har flere gange forsøgt at privatisere fabrikken i 2003 til italienske Landini og 2006 til indiske Mahindra & Mahindra,
men til sidst blev UTB lukket ned og resterne solgt til investeringsfirmaet Flavus Investitii der ønskede at udvikle det gamle fabriksområde med indkøbscenter, bolig, kontorer, udstillings- og konferencecenter.
Traktorproduktionen er fortsat i firmaet Tractorul U 650 Brașov der blev etableret i 2008 og som producerer under licens fra Flavus Investitii.
Den lokale fodboldklub, FC Brașov, befinder sig i slutningen af 2010 i midten af den rumænske første division.
Der er mange bjørne i omegnen af Brașov.
Bjørnene opsøger affaldscontainere i udkanten af Brașov, og i 2004 blev en gruppe personer angrebet af en bjørn mens de plukkede svampe.
Bjørnene der gennemroder affald i Brașov er blevet en turistattraktion, men også et problem for skraldemændene.
I august 2008 dræbte en bjørn en lokal mand der havde sovet på en bænk og hans lig blev fundet blot 500 meter fra byens centrum.